# Pacoa
Pacoa ist eines von drei nicht-kommunalisierten Gebieten im Departement Vaupés in Kolumbien. Es hat 4459 Einwohner. Es liegt auf 145 m über dem Meeresspiegel.

## Geografie
Der Raudal de Jirijirimo und der Río Apaporis fließen in diesem Gebiet. Es gibt zwei Bevölkerungszentren: Pacoa Buenos Aires und Acaipi.